# Marty Byrnes
Martin William "Marty" Byrnes, Marty Byrnes, né le 30 avril 1956 à Syracuse, est un joueur de basket-ball américain.

## Biographie
Jouant pour plusieurs franchises, il dispute en particulier 32 rencontres avec les Lakers de Los Angeles lors de la saison 1979-1980. Il participe à quatre rencontres de playoffs et remporte le titre NBA lors d'une finale où les Lakers s'imposent quatre à deux face aux Sixers de Philadelphie.
Il rejoint ensuite l'Italie, évoluant à Vérone, Brindisi et avec Dietor Bologne.